# Academia Mayor de la Lengua Quechua
Die Academia Mayor de la Lengua Quechua (Spanisch; Deutsch: Höchste Akademie der Quechua-Sprache, Quechua: Qheswa simi hamut'ana kuraq suntur), kurz AMLQ in Cusco ist eine 1990 aus einer 1954 gegründeten Vorgängerin hervorgegangene Einrichtung, die der Pflege der Schriftsprache Quechua verpflichtet ist, genauer gesagt des Qheswa Rimay oder Cusco-Quechua (Quechua del Cusco).

## Vorgängerin: Academia Peruana de la Lengua Quechua
1954 gründete Faustino Espinoza Navarro, Begründer des neuzeitlichen Inti Raymi in Cusco ab 1944, Schauspieler und Autor des hierzu gehörenden quechuasprachigen Bühnenmanuskripts, gemeinsam mit anderen zweisprachigen Künstlern aus Cusco die Academia de la Lengua Quechua, deren Satzung im Januar 1954 verabschiedet wurde. In dieser Akademie hatten Kenner des Cusco-Quechua ohne eine formelle Ausbildung die Möglichkeit, Anerkennung als Intellektuelle zu finden. Die Akademie stellte seitdem immer wieder heraus, dass im Gegensatz zum Runa Simi, dem „Quechua des Volkes“, das Qhapaq Simi oder „Herrscher-Quechua“, auch „Inka-Quechua“ (Inka Qheswa bzw. Quechua Inka) genannt, das „reinere“ Quechua sei, das in speziellen Schulen (Yachay Wasi) gelehrt werden müsse und dessen derzeitige Hüter die Mitglieder der Academia de la Lengua Quechua in Cusco seien. Am 10. Dezember 1958 wurde die Akademie unter der Regierung von Manuel Prado Ugarteche per Gesetz 13059 als Academia Peruana de la Lengua Quechua mit Sitz in der Stadt Cusco offiziell anerkannt.

## Academia Mayor
Am 6. Juni 1990 beschloss das peruanische Parlament das Gesetz 25260, in dem die Schaffung einer Sprachakademie für Quechua in der Stadt Cusco vorgesehen ist, allerdings ohne ausdrückliche Erwähnung der AMLQ. Auf Grund dieses Gesetzes konstituierte sich die „Peruanische Akademie“ Academia Peruana de la Lengua Quechua als „Höchste Akademie“ Academia Mayor de la Lengua Quechua neu. Bis heute bekommt die AMLQ fast kein Geld vom peruanischen Staat, und das Schulministerium teilt nicht ihre Ansichten bezüglich der Rechtschreibung des Quechua, denn die Schulmaterialien werden nach wie vor in einer Orthographie mit drei Vokalen herausgegeben. Der Ausschuss für die Erstellung der Satzung der AMLQ wurde erst 2009 eingerichtet, wenn auch die AMLQ als dezentralisierter Organismus 2007 anerkannt wurde.
Im Unterschied zur Vorgängerinstitution in den 1950er Jahren nimmt die AMLQ auf den Begriff Runa Simi, das „Quechua des Volkes“, positiv Bezug, nennt jedoch als Ziel neben der Entwicklung der Quechua-Literatur und der linguistischen Forschung erneut die „Reinheit der Quechua-Sprache“.

## Inka-Quechua – Cusco-Quechua – Spanisch
Obwohl in Veröffentlichungen der Akademie von „Inka-Quechua“ die Rede ist, werden deren Quechua-Texte nicht in einem früheren Sprachstand des Quechua in Cusco geschrieben, wie man es in kolonialen Texten findet und es in einem anderen Quechua-Schriftstandard, dem Südlichen Quechua verwendet wird, nämlich mit Verschlusslauten am Silbenende, die es in anderen Quechua-Regionalvarianten nach wie vor gibt, sondern vielmehr in modernem Cusco-Quechua, bei dem wie in allen Varianten des Qusqu-Qullaw am Silbenende eine Frikativierung stattgefunden hat (z. B. intiq churin statt intip churin, „Sohn der Sonne“, Qheswa statt Qhichwa oder Qhechwa).
Der Quechua-Linguist Serafín Coronel Molina kritisiert die Akademie-Mitglieder, da diese trotz allem Gerede von der „Reinheit des Quechua“ bei ihren Treffen nicht Quechua, sondern ausschließlich Spanisch sprächen.

## Der Streit um drei oder fünf Vokale im Quechua
Am 27. Mai 1975 erklärte die Regierung von Juan Velasco Alvarado per Gesetz 21156 das Quechua zur gleichberechtigten Amtssprache Perus und schrieb eine Rechtschreibung mit fünf Vokalen in sechs regionalen Varianten vor. 1983 beschlossen Quechua- und Aymara-Fachleute aus ganz Peru, für Quechua und Aymara ein Alphabet mit den drei Vokalen a, i, u zu verwenden. Am 10. Oktober 1985 autorisierte die Regierung von Peru per Ministererlass (Resolución Ministerial) 1218–85 ein solches Alphabet für Quechua und Aymara mit nur drei Vokalen. Die Akademie wehrte sich dagegen und beschloss 1987 mit Unterstützung von Vertretern von SIL International, weiterhin ein System mit fünf Vokalen zu verwenden. An den fünf Vokalen hält sie bis heute fest und schreibt Qosqo Qheswa statt Qusqu Qhichwa. Nach Aussagen der AMLQ soll das Quechua-Alphabet mit fünf Vokalen durch Präsidialerlass (Resolución Presidencial) 001 vom 12. Oktober 1990 ratifiziert worden sein. Die Regionalregierung von Cusco erkannte in der Regionalverordnung 025-2007-CR/GRC./CUSCO von 2007 das Cusco-Quechua als fünfvokalige und deshalb „vollständige“ Sprache der „großen Inka-Nation“ an. Gleichzeitig werden obligatorischer Quechua-Unterricht in allen Stufen des Bildungssystems sowie verpflichtende Grundkenntnisse in Quechua für „jede Behörde und jeden öffentlichen Bediensteten“ bestimmt. Auf gesamtstaatlicher Ebene war das von der AMLQ propagierte 5-Vokal-Rechtschreibsystem übergangsweise auf experimenteller Basis zugelassen (RD Nº 155-2007), doch ist seit 2013 das 3-Vokal-System des Qusqu-Qullaw vorgeschrieben (RD Nº 282-2013-ED als Bestätigung von RM Nº 1218–1985-ED).
Der Linguist Juan Carlos Godenzzi vertritt die Position, die AMLQ habe durch ihre Haltung die offizielle Standardisierung der Orthographie und Syntax des Quechua durch den peruanischen Staat behindert.

## Cusco als Ursprung der Quechua-Sprache
David Samanez Flórez von der AMLQ versucht bis heute (Stand: 1994) den Ursprung der Quechua-Sprache in Cusco zu beweisen, obwohl von Linguisten seit den Untersuchungen von Parker (1963) und Torero (1964) der Ursprung der Quechua-Sprachen im Bergland von Zentralperu angenommen wird. Diese ideologische Position wurde auch von der Regionalregierung von Cusco in der Präambel ihrer Regionalverordnung 025-2007-CR/GRC./CUSCO von 2007 vertreten.

## Niederlassungen
Die AMLQ hat Niederlassungen (Academias filiales) in mehreren peruanischen Städten, darunter in Lima und Arequipa. Die von Indigenen aus der Umgebung der Stadt Cajamarca betriebene, 1987 gegründete Academia Regional del Idioma Quechua de Cajamarca (ARIQC) ist jedoch eine eigenständige Institution, mit der es beim Versuch der AMLQ, in Konkurrenz eine eigene Filiale zu gründen, zu Reibereien kam.

## Veröffentlichungen
- AMLQ (Academia Mayor de la Lengua Quechua) y Municipalidad del Qosqo (2005): Diccionario Quechua-Español-Quechua/Qheswa-Español-Qheswa Simi Taqe. Cusco. Online-Version auf issuu.com